# Bonde söker fru 2008
Bonde söker fru 2008 var den tredje säsongen av programserien Bonde söker fru. Denna omgång hade för första gången med en homosexuell man. Hanna Johanson, Magnus Englund, Per Larsson och Peter Gustafson fick flest brev. Under den påföljande vintern gifte sig sedan Magnus Englund med Emma Karlsson som medverkat i programmet. Bröllopet sändes i efterhand i TV4.

## Medverkade
- David Ivarsson, 29 år från Västerlanda socken
- Hanna Johansson, 21 år från Falköping
- Håkan Petersson, 34 år från Öland
- Jörgen Halvardsson, 37 år från Östmark
- Magnus Englund, 30 år från Köping
- Malin Sundin, 25 år från Orsa
- Per Larsson, 42 år från Trolleholm
- Peter Gustafson, 35 år från Gottröra

## Följdes i TV
- Hanna Johanson
- Magnus Englund
- Per Larsson
- Peter Gustafsson